# Nicolás Aresi

Nicolás Luis Aresi (nacido el 23 de julio de 1922 en Salto Grande-fallecido el 12 de marzo de 2007) fue un exfutbolista argentino; se desempeñaba tanto de marcador central como volante de contención.

## Carrera

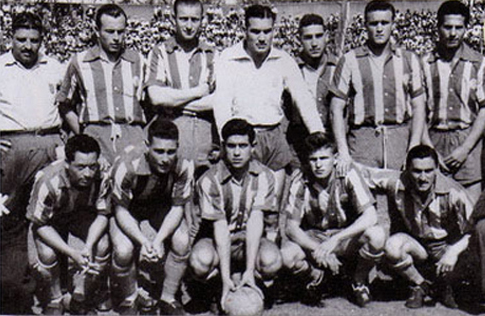
Rosario Central en 1953. Parados: Ignacio Díaz (auxiliar), Ángel Zof, Nicolás Aresi, Pedro Botazzi, José Minni, Federico Vairo, Antonio Inveninato; hincados: Antonio Gauna, Humberto Rosa, Oscar Massei, Raúl Gómez, Eduardo L'Epíscopo.

Su apodo se debió a su figura esbelta, a su altura y a la dureza que mostraba en su juego. Debutó profesionalmente en Central Córdoba en 1943. Jugó allí hasta mediados de 1949 un total de 200 partidos, convirtiendo 6 goles. Pasó a Rosario Central, donde se desempeñó hasta 1955, disputando 63 encuentros y convirtiendo 2 goles, ambos de penal durante el Campeonato de Primera División 1950, en el cual Central perdería la categoría, para recuperarla al año siguiente con Aresi en el plantel.

## Clubes
| Club                      | País      | Año       |
| ------------------------- | --------- | --------- |
| Central Córdoba (Rosario) | Argentina | 1943-1949 |
| Rosario Central           | Argentina | 1949-1955 |

## Palmarés
| Equipo          | País      | Título    | Año  |
| --------------- | --------- | --------- | ---- |
| Rosario Central | Argentina | Primera B | 1951 |